# G Flip
 (mai 2023).
La mise en forme du texte ne suit pas les recommandations de Wikipédia : il faut le « wikifier ».
Les points d'amélioration suivants sont les cas les plus fréquents. Le détail des points à revoir est peut-être précisé sur la page de discussion.
- Les titres sont pré-formatés par le logiciel. Ils ne sont ni en capitales, ni en gras.
- Le texte ne doit pas être écrit en capitales (les noms de famille non plus), ni en gras, ni en italique, ni en « petit »…
- Le gras n'est utilisé que pour surligner le titre de l'article dans l'introduction, une seule fois.
- L'italique est rarement utilisé : mots en langue étrangère, titres d'œuvres, noms de bateaux, etc.
- Les citations ne sont pas en italique mais en corps de texte normal. Elles sont entourées par des guillemets français : « et ».
- Les listes à puces sont à éviter, des paragraphes rédigés étant largement préférés. Les tableaux sont à réserver à la présentation de données structurées (résultats, etc.).
- Les appels de note de bas de page (petits chiffres en exposant, introduits par l'outil «  Source ») sont à placer entre la fin de phrase et le point final[comme ça].
- Les liens internes (vers d'autres articles de Wikipédia) sont à choisir avec parcimonie. Créez des liens vers des articles approfondissant le sujet. Les termes génériques sans rapport avec le sujet sont à éviter, ainsi que les répétitions de liens vers un même terme.
- Les liens externes sont à placer uniquement dans une section « Liens externes », à la fin de l'article. Ces liens sont à choisir avec parcimonie suivant les règles définies. Si un lien sert de source à l'article, son insertion dans le texte est à faire par les notes de bas de page.
- La présentation des références doit suivre les conventions bibliographiques. Il est recommandé d'utiliser les modèles {{Ouvrage}}, {{Chapitre}}, {{Article}}, {{Lien web}} et/ou {{Bibliographie}}. Le mode d'édition visuel peut mettre en forme automatiquement les références.
- Insérer une infobox (cadre d'informations à droite) n'est pas obligatoire pour parachever la mise en page.

Pour une aide détaillée, merci de consulter Aide:Wikification.
Si vous pensez que ces points ont été résolus, vous pouvez retirer ce bandeau et améliorer la mise en forme d'un autre article.
 (mai 2023).
Le contenu est difficilement compréhensible vu les erreurs de traduction, qui sont peut-être dues à l'utilisation d'un logiciel de traduction automatique.
Georgia Flipo, dite G Flip, est une chanteuse, auteure-compositrice, productrice, batteuse et musicienne australienne, née le 22 septembre 1993 à Melbourne, dans le quartier de Saint-Kilda.
Son premier album studio, About Us, sort le 30 août 2019.

## Enfance
Georgia Claire Flipo a fréquenté l'école primaire Our Lady of the Assumption (OLA) à Cheltenham, Victoria et l'école secondaire Star of the Sea College à Brighton, Victoria, obtenant son diplôme en 2011.

## Carrière musicale
Flipo joue de la batterie depuis l'âge de neuf ans et les percussions constituent toujours une grande partie de son processus d'écriture de chansons, bien qu'iel soit maintenant un multi-instrumentiste.
Iels ont dit qu'iels « ont passé la majeure partie de 2017 enfermés dans leur chambre à écrire et à enregistrer », ayant déjà joué dans différents actes de musique de Melbourne en tant que batteur de session et chanteur de secours occasionnel.
En février 2018, est mis en ligne son premier single, About You, sur Triple J Unearthed et le même jour, leur morceau a été créé sur Triple J. La chanson est officiellement sortie le 2 mars 2018. Pitchfork l'a nommé "Best New Track" et le clip vidéo, filmé sur leur ordiphone, a été présenté dans la nouvelle liste de lecture de musique de YouTube. Suscitant l'intérêt international pour leur projet, Flipo a ensuite été invité à jouer leur tout premier spectacle solo au SXSW à Austin, au Texas, le mois suivant. Le morceau de suivi de Flipo, Killing My Time, est sorti en mai 2018.
En novembre 2018, Flipo a été nommé pour un J Award en tant qu'artiste déterré de l'année et a été le premier lauréat de la bourse ARIA Emerging Artist.
En décembre 2018, G Flip a interprété les morceaux Proud Mary et Blame It on the Boogie à l'Opéra de Sydney lors des célébrations du nouvel an 2018 sur ABC et sa chanson About You est dans l'épisode 10 de la saison 2 de The Bold Type.
En janvier 2019, "About You" a été interrogé au numéro 38 et Killing My Time au numéro 62 du Triple J Hottest 100, 2018.
En juillet 2019, G Flip a remporté le prix de l'artiste indépendant révolutionnaire de l'année aux Australian Independent Record Labels Association (AIR) Awards. Leur premier album studio est sorti le 30 août 2019.
Flipo a travaillé avec Ariel Rechtshaid sur leur morceau I Am Not Afraid. Rechtshaid a noté à Rolling Stone que « G Flip est un musicien phénoménal. . . [Iels sont] un auteur-compositeur fort et [ont] une voix très authentique, et [ils] sont un producteur dur à cuire.
En janvier 2020, Drink Too Much a été interrogé au numéro 6, "Lover" au numéro 58, "Stupid" au numéro 66, "I Am Not Afraid" au numéro 77 dans le Triple J Hottest 100, 2019.
En 2021, Flipo a joué dans la version live de Troye Sivan de la chanson "In a Dream" en jouant de la batterie dans la vidéo.
Un nouveau single sur l'identité de genre non binaire Waste of Space, sort à l'occasion de la Journée internationale des personnes non binaires, le 14 juillet 2022.

## D'autres activités
Flipo a conçu et publié deux collaborations à guichets fermés avec les fabricants de chaussures Crocs en 2020 et 2021. Les gammes de chaussures comprenaient des « breloques Jibbitz ™ conçues sur mesure qui ornent chaque paire ont été conçues pour représenter de petits morceaux de la vie de G Flip ». Les deux gammes se sont vendues en quelques minutes.

## Vie privée
Flipo est lesbienne. Le 13 juin 2021, Flipo se déclare comme non binaire sur Instagram et utilise les pronoms they/them au singulier.
Flipo est un fervent partisan du Collingwood Football Club depuis sa naissance et est un défenseur des femmes de l'AFL. Ils se sont produits au MCG pour la grande finale NAB AFLW 2021.
En mai 2022, l'actrice américaine Chrishell Stause a révélé qu'elle était en couple avec Flipo,,.

## Discographie

### Singles

#### En tant qu'artiste principal
| Titre                                       | Année | Meilleur classement | Meilleur classement | Meilleur classement    | Certificats      | Album             |
| Titre                                       | Année | AUS                 | NZ HOT              | Triple J Hottest 100 , | Certificats      | Album             |
| ------------------------------------------- | ----- | ------------------- | ------------------- | ---------------------- | ---------------- | ----------------- |
| About You                                   | 2018  | —                   | —                   | 38                     | - ARIA : Platine | About us          |
| Killing My Time                             | 2018  | 79                  | —                   | 62                     | - ARIA : Platine | About us          |
| Bring Me Home                               | 2019  | —                   | —                   | 129                    |                  | About us          |
| Drink Too Much                              | 2019  | 72                  | —                   | 6                      | - ARIA : Platine | About us          |
| I Am Not Afraid                             | 2019  | —                   | —                   | 77                     |                  | About us          |
| Stupid                                      | 2019  | —                   | —                   | 66                     |                  | About us          |
| Lady Marmalade (Triple J Like a Version)    | 2020  | —                   | —                   | 78                     |                  | Non-album singles |
| Hyperfine                                   | 2020  | 88                  | —                   | 7                      |                  | Non-album singles |
| You & I                                     | 2020  | —                   | —                   | 44                     |                  | Non-album singles |
| I'd Rather Go to Bed                        | 2020  | —                   | —                   | —                      |                  | Non-album singles |
| Queen (featuring Mxmtoon)                   | 2021  | —                   | —                   | 64                     |                  | Non-album singles |
| Not Even in Vegas (featuring Thomas Headon) | 2021  | —                   | —                   | —                      |                  | Non-album singles |
| Boys & Girls (with Filous)                  | 2021  | —                   | —                   | —                      |                  | Non-album singles |
| Waiting Game (with Renforshort)             | 2021  | —                   | —                   | 184                    |                  | Non-album singles |
| Scream (featuring Upsahl)                   | 2021  | —                   | —                   | 149                    |                  | Non-album singles |
| Gay for Me (featuring Lauren Sanderson)     | 2022  | —                   | 27                  | 11                     |                  | Non-album singles |
| Get Me Outta Here {{{1}}}                   | 2022  | —                   | —                   | 109                    |                  | Non-album singles |
| Waste of Space                              | 2022  | —                   | —                   | 96                     |                  | Non-album singles |
| Be Your Man                                 | 2023  | —                   | 23                  | —                      |                  | Non-album singles |

#### En tant qu'artiste vedette
| Titre                                | Année | Meilleur classement | Album |
| Titre                                | Année | AUS                 | Album |
| ------------------------------------ | ----- | ------------------- | ----- |
| Loose Ends (Illy featuring G Flip)   | 2020  | L'espace entre      |       |
| My Mind (Baker Boy featuring G Flip) | 2021  | —                   | Géla  |

### Singles promotionnels
| Titre                                          | Année | Album           |
| ---------------------------------------------- | ----- | --------------- |
| Gay for Me (featuring Lauren Sanderson) / Kiwi | 2022  | Spotify Singles |